# فرودگاه آرنا
فرودگاه آرنا (به انگلیسی: Ärna) یک فرودگاه نظامی است که یک باند فرود آسفالت دارد و طول باند آن ۱۹۰۵ متر است. این فرودگاه در شهر اوپسالا کشور سوئد قرار دارد و در ارتفاع ۲۱ متری از سطح دریا واقع شده‌است.